# Яванский лори
Яванский ло́ри (лат. Nycticebus javanicus) — вид мокроносых приматов семейства лориевых. Обнаружен только в центральной и западной части острова Ява. Вид находится на грани полного исчезновения, популяция предположительно уменьшилась на 50 % за жизнь одного поколения в результате хищнической охоты и продажи в качестве домашних животных и уничтожения природной среды обитания.

## Классификация
Долгое время считалось, что лориевые в Индонезии представлены одним видом — медленным лори (Nycticebus coucang). Эта точка зрения возобладала над более ранними таксономиями, выделявшими не менее трёх отдельных видов — N. coucang, N. menagensis и N. javanicus. Ещё в 1971 году яванские лори рассматривались как подвид медленных лори, N. coucang javanicus с синонимичным названием N. coucang ornatus. Однако в начале XXI века публикации, демонстрирующие морфологическое разнообразие толстых лори, привели к пересмотру господствующей точки зрения и возврату к более ранним версиям. Результатом разделения предполагаемого единственного вида на несколько стал также пересмотр оценки численности их популяций, положение которых оказалось намного хуже, чем считалось до этого.
С 2006 года яванский лори признан IUCN как отдельный вид толстых лори и, как таковой, занесён в список видов, находящихся на грани полного исчезновения.

## Внешний вид

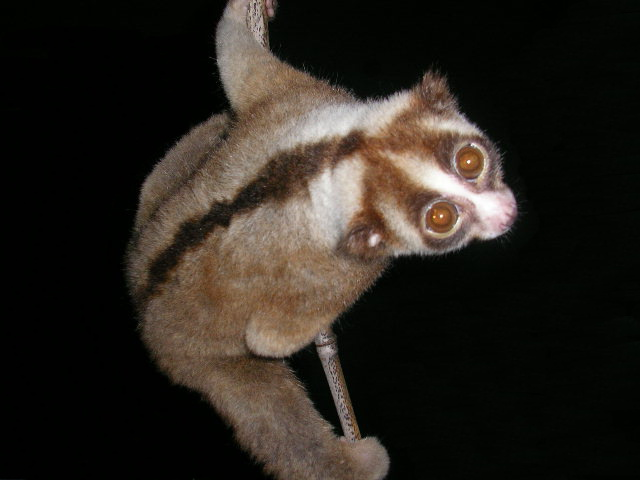
Яванского лори отличает чёрная полоса вдоль позвоночника, расходящаяся лучами от темени к ушам и глазам

Яванский лори — небольшой примат. Длина тела толстых лори обычно варьирует от 24 до 38 см, масса редко достигает двух килограммов. Хотя яванские лори крупнее, чем суматранский медленный лори и в особенности калимантанский лори, в среднем масса их тела, по оценке Исследовательской группы ночных приматов Оксфордского университета, составляет от 565 до 687 граммов. На основании небольшой выборки, сделанной в 2007 году, были получены следующие средние размеры тела яванских лори: длина тела — 25,1 см; длина хвоста — 2 см; длина черепа — 5,9 см; ширина черепа — 4,4 см; длина плечевой кости — 6,7 см; длина лучевой кости — 7,1 см; длина бедренной кости — 8,3 см; большеберцовой кости — 8,6 см; интермембральный индекс (соотношение длин передних и задних конечностей) — 82,1; максимальный размах пальцев руки — 5,9, ноги — 7 см.
Самой яркой отличительной чертой яванского лори является лицевая маска, представляющая собой широкие чёрные полосы, идущие от глаз и ушей к темени, обрамляя белый ромбовидный участок на лбу (сочетание чёрного и белого цветов придаёт морде яванского лори сходство с мордой панды). На загривке мех кремового цвета, вдоль позвоночника также идёт широкая чёрная полоса. В отличие от суматранских и малайских лори, у яванского лори только одна пара верхних резцов, что сближает его с калимантанским лори.
Зафиксированы определённые внешние различия между двумя формами яванского лори, традиционно определяемыми как собственно Nycticebus javanicus и Nycticebus ornatus. Основное различие заключается в длине меха (у N. ornatus он длинней, с более выраженными кисточками на ушах; средняя длина волоса достигает 26,8 мм против 22,4 у N. javanicus), а также в окраске — N. ornatus в целом окрашен светлей.

## Ареал и образ жизни
Яванский лори — эндемик индонезийского острова Ява, известный только в его центральной и западной части. Плотность распространения очень невысокая и составляет от 0,02 до 0,2 особи на км². Яванские лори, как и другие виды толстых лори, издают высокочастотный тихий свист, с помощью которого общаются между собой.
Яванский лори ведёт ночной образ жизни. Это лесное животное, обитающее в основном в первобытных и вторичных лесах (на высотах до 1600 метров над уровнем моря, причём в более высоких местностях яванские лори встречаются чаще, возможно, в связи с большей сохранностью лесов). В диком виде яванских лори также наблюдали в бамбуковых и мангровых лесах и на плантациях (в особенности плантациях какао), а также в садах вблизи от человеческого жилья. Яванские лори проводят жизнь на деревьях, передвигаясь от одного к другому по лианам и другим вьющимся растениям. Основу питания составляют древесный сок и смола, цветы и насекомые; отмечалось включение в рацион фруктов, какао-бобов, ящериц, яиц.
Продолжительность жизни яванских лори — от 20 до 24 лет. Уровень рождаемости в популяции низкий, обычно после долгого периода беременности самка рожает одного детёныша, перерывы между появлением потомства достаточно долгие. Яванские лори не строят гнёзд в дуплах, а спят в сплетениях ветвей, свернувшись в клубок.

## Яванский лори и человек
Толстые лори — один из биологических родов, существование которых подвергается наибольшей угрозе в результате человеческой деятельности. Помимо уничтожения традиционной среды обитания, представители этого рода (и в частности яванский лори) страдают от хищнической охоты как популярное домашнее животное. По оценкам специалистов, популяция яванских лори могла сократиться за время жизни одного поколения на 50 %. Местные жители знают, что яванские лори представляют интерес для торговцев, и при возможности отлавливают их на продажу. Хотя яванские толстые лори находятся под охраной закона с 1973 года, они по-прежнему представляют большой сектор торговли индонезийскими животными как небольшие обаятельные зверьки. Помимо частных владельцев, яванские лори представлены в коллекциях Пражского, Джакартского и Сингапурского зоопарков. Ряд общественных организаций, в первую очередь местные филиалы международного фонда International Animal Rescue, ведут борьбу с торговлей яванскими лори, и после 2002 года доля представителей этого вида в торговле животными уменьшается, а их место занимают медленные лори, распространённые на Суматре. В итоге и популяции этого вида также угрожает опасность.
Положение яванских лори, однако, особенно бедственное в силу того, что на этом острове вырубка лесов и культивация земель продвинулись дальше, чем в других районах Индонезии. По оценкам специалистов, сейчас от прежнего ареала яванского лори сохранилось не более 20 %. При этом только 17 % от популяции проживает на охраняемых территориях. При вырубке очередного участка леса местные жители просто собирают лори на продажу среди срубленных деревьев, поскольку защитные механизмы этого вида заставляют их цепляться за ветки вместо того, чтобы бежать, а ночной образ жизни означает заторможенную реакцию в дневное время.
Когда яванские лори попадают к торговцам животными, те, чтобы избежать потенциально ядовитого укуса, вырывают у них передние зубы. Многие из лори в результате погибают от заражения крови или пневмонии, а те, кто выживают, больше не могут есть смолу, представляющую основу рациона диких лори, или расчёсывать другим представителям мех с помощью зубов — важный элемент общественного поведения яванских лори. Это означает, что такие животные, даже если их возвратить в естественную среду обитания, скорее всего обречены на гибель. Дополнительную опасность представляет гибридизация с другими видами, связанная с тем, что освобождённых лори выпускают без разбора в одних и тех же местах.